# مزاتة شرق
قرية مزاتة شرق هي إحدى القرى التابعة لمركز دار السلام بمحافظة سوهاج في جمهورية مصر العربية. حسب إحصاءات سنة 2006، بلغ إجمالي السكان في مزاتة شرق 12181 نسمة، منهم 6160 رجل و6021 امرأة.